# Cantó de Saint-Amand-Longpré
El cantó de Saint-Amand-Longpré és un cantó francès del departament de Loir i Cher, situat al districte de Vendôme. Té 13 municipis i el cap és Saint-Amand-Longpré.

## Municipis
- Ambloy
- Authon
- Crucheray
- Gombergean
- Huisseau-en-Beauce
- Lancé
- Nourray
- Prunay-Cassereau
- Saint-Amand-Longpré
- Saint-Gourgon
- Sasnières
- Villechauve
- Villeporcher

## Història
| Data d'elecció                           | Identitat       | Partit           | Qualitat |
| ---------------------------------------- | --------------- | ---------------- | -------- |
| 1945-1973                                | Auguste Grellet | radical          |          |
| 1973-2001                                | Jean Desanlis   | CDP, després UDF |          |
| 2001-                                    | Serge Lepage    | NC               |          |
| les dades anteriors no són pas conegudes |                 |                  |          |
|                                          |                 |                  |          |

## Demografia
| A partir de 1990: Població sense dobles comptes |